# Otto Bachof
Otto Bachof (*6 de março de 1914 em Bremen, † 21 de janeiro de 2006) foi um jurista alemão que, além de professor de Direito Público, exerceu a função de Juiz do Tribunal Estadual de Baden-Württemberg.
É considerado um dos três principais nomes do Direito Administrativo alemão, ao lado de Otto Mayer e Hartmut Maurer.

## Principais obras
- Verfassungswidrige Verfassungsnormen? (1951)
  - Traduzido para o português por José Manuel M. Cardoso da Costa sob o título de “Normas Constitucionais Inconstitucionais?” (Almedina, 1994).

- Verwaltungsrecht, Vol. 1 (11. Auflage - 1999)- (escrito em co-autoria com Hans Julius Wolff e Rolf Stober)
  - Traduzido para o português da 11ª edição alemã por António F. de Sousa sob o título de “Direito Administrativo – Volume 1” (Fundação Calouste Gulbenkian, 2006).